# Inga Marte Thorkildsen

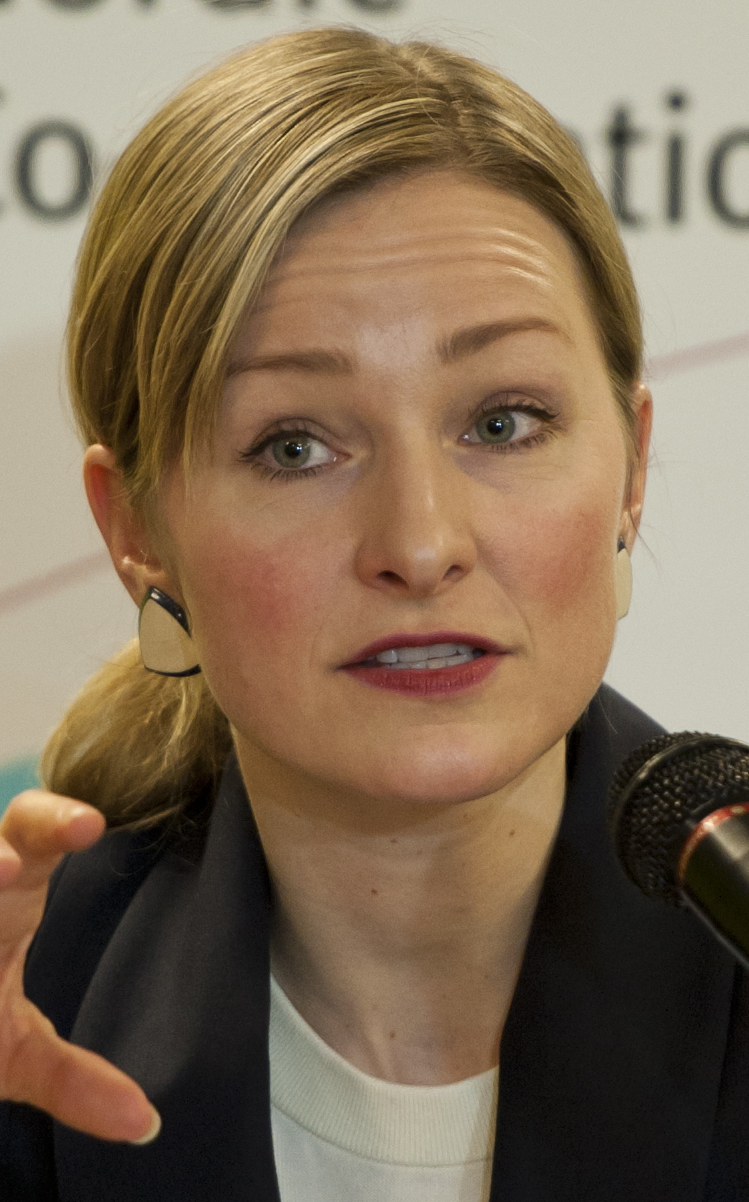
Inga Marte Thorkildsen, 2013

Inga Marte Thorkildsen (* 2. Juli 1976 in Oslo) ist eine norwegische Politikerin der linken Sosialistisk Venstreparti (SV). Von März 2012 bis Oktober 2013 war sie Ministerin für Kinder, Gleichstellung und Inklusion ihres Landes. Von 2015 bis 2021 war sie Mitglied des Osloer Byråds.

## Leben

### Herkunft und Ausbildung
Thorkildsen ist Tochter von Heming Olaussen, dem Anführer der Organisation Nei til EU, die sich gegen den Beitritt Norwegens zur Europäischen Union ausspricht. Von 1993 bis 1997 arbeitete sie als freie Journalistin für die Zeitung Tønsberg blad. In den Jahren 1996 bis 2000 studierte sie Religionsgeschichte und Politikwissenschaft mit Schwerpunkt auf dem Mittleren Osten und Nordafrika.

### Storting-Abgeordnete
Zwischen 1996 und 2000 war Thorkildsen Mitglied des Vorstandes der Jugendpartei Sosialistisk Ungdom, die Wahl zur Vorsitzenden verlor sie 1999. Bei der Parlamentswahl 2001 zog sie erstmals für die damalige Provinz Vestfold in das norwegische Nationalparlament Storting ein. Dort wurde sie zunächst Mitglied im Justizausschuss, nach der Wahl 2005 wechselte sie in den Gesundheits- und Fürsorgeausschuss. Während der laufenden Periode ging sie in den Energie- und Umweltausschuss über. Im Anschluss an die Parlamentswahl 2009 ging Thorkildsen in den Finanzausschuss des Stortings über. In der Zeit zwischen Oktober 2007 und März 2012 war sie zudem als stellvertretende Fraktionsvorsitzende der SV tätig.

### Ministerin und Mitglied der Osloer Stadtregierung
Am 23. März 2012 wurde sie unter Jens Stoltenberg zur Ministerin für Kinder, Gleichstellung und Inklusion ernannt, nachdem ihr Parteikollege Audun Lysbakken von diesem Posten zurücktreten musste. Im gleichen Jahr wurde sie zur stellvertretenden Vorsitzenden der SV gewählt, ein Amt, das sie bis 2015 innehatte. Bei der Parlamentswahl 2013 gelang es Thorkildsen nicht, erneut in das Storting einzuziehen. Auch ihr Ministeramt musste sie am 16. Oktober 2013 an Solveig Horne abgeben, da es nach der Wahl zu einem Regierungswechsel kam.
Im Jahr 2015 wurde sie Mitglied der Stadtregierung (Byråd) Oslos. Bis 2017 war sie dabei für Senioren, Gesundheit und Sozialdienste zuständig, anschließend erhielt sie die Verantwortung für Bildung und kindliche Entwicklung. Diesen Posten behielt sie auch nach der Kommunalwahl im September 2019 und nach der Neubildung des Byråds unter Raymond Johansen im Juni 2021.
Am 19. Oktober 2021 gab sie ihren Rücktritt mit sofortiger Wirkung als Byråd bekannt. Ihre Parteikollegin Sunniva Holmås Eidsvoll übernahm ihren Posten.

## Kritik
Im September 2018 gingen drei Beschwerden über Thorkildsen bei der Osloer Verwaltung ein. Der erste Hinweis richtete sich gegen ihr angebliches Fehlverhalten gegenüber Mitarbeitern der Osloer Bildungsbehörde, die sie des Öfteren angeschrien haben soll. Inga Marte Thorkildsen erklärte daraufhin, dass das Verhältnis mit der Behörde tatsächlich schwierig sei und sie den Willen zur Zusammenarbeit auf Seiten deren Mitarbeiter vermisse. Diese Aussage führte zur zweiten Beschwerde, da die Politikerin damit vermeintlich das Verbot brach, sich über solche Beschwerden öffentlich zu äußern. Der dritte Hinweis auf Fehlverhalten richtete sich neben ihr auch an den Vorsitzendes der Stadtregierung, Raymond Johansen, und betraf Leaks von vertraulichen Dateien.
Die anonymen Vorwürfe wurden von einigen Seiten als Teil eines Machtkampfes zwischen der damaligen Chefin der Bildungsbehörde, Astrid Søgnen, und Thorkildsen angesehen. Søgnen hätte am Tag der ersten Beschwerde erfahren, dass sie ihr Amt bald aufgeben musste. Raymond Johansen, der die internen Ermittlungen zu den ersten beiden Beschwerden vornahm, sprach Thorkildsen im November von den Vorwürfen frei, sie hätte keine Regeln gebrochen und er sprach ihr sein Vertrauen aus. Die dritte Beschwerde wurde vom dafür zuständigen Ausschuss geregelt.

## Werke
- 1998: Fett, fuck og forsider, Markedets vidunderlige verden (Finn Gustavsen und Inga Marthe Thorkildsen)
- 2001: EUs likestillingspolitikk: Med mannen som norm, Mennenes Europa - Døren lukket for kvinner
- 2005: MAKT - lesestykker for framtida, Hundreårsmarkeringen Norge
- 2015: Du ser det ikke før du tror det. Et kampskrift for barns rettigheter